# Bistrup Sogn (Rudersdal Kommune)
 For alternative betydninger, se Bistrup Sogn. (Se også artikler, som begynder med Bistrup Sogn)
Bistrup Sogn er et sogn i Rudersdal Provsti (Helsingør Stift).
Bistrup Kirke blev opført i 1962-67. I 1963 blev Bistrup Sogn udskilt fra Birkerød Sogn, der havde hørt til Lynge-Kronborg Herred i Frederiksborg Amt. Birkerød sognekommune inkl. Bistrup dannede ved kommunalreformen i 1970 Birkerød Kommune, som ved strukturreformen i 2007 indgik i Rudersdal Kommune.
I sognet findes følgende autoriserede stednavne:
- Birkerød By (bebyggelse, ejerlav)
- Bistrup (bebyggelse)
- Bistrup By (bebyggelse, ejerlav)
- Bistrup Hegn (skov)
- Hestkøb (bebyggelse, ejerlav)
- Høvelte Overdrev (bebyggelse)
- Kajerød (bebyggelse)
- Kajerød By (bebyggelse, ejerlav)